# Mourasuchus
Mourasuchus è un genere estinto di rettili, appartenente ai crocodilomorfi. Visse nel Miocene (tra 15 e 6 milioni di anni fa). I suoi resti fossili sono stati ritrovati in Sudamerica.

## Descrizione
Benché noto attraverso resti incompleti, i paleontologi sono stati in grado di ricostruire l'aspetto di questo animale. Il corpo doveva essere molto simile a quello dei caimani odierni, con una lunga coda appiattita lateralmente e corti arti sporgenti ai lati del corpo, ma le dimensioni erano ben superiori a quelle delle forme attuali: si è calcolato che il mourasuco potesse superare i 6,6 metri di lunghezza.
La caratteristica più particolare del mourasuco era costituita dal cranio: esso era enorme, allungato e appiattito, con una moltitudine di denti piccoli; l'intera bocca era lunga più di un metro. Probabilmente era presente una sacca golare analoga a quella dei pellicani. Le vertebre cervicali erano corte antero-posteriormente.

## Classificazione
Il mourasuco appartiene a un gruppo estinto di coccodrilli, i nettosuchi, strettamente imparentati con i caimani sudamericani, ma a volte considerati una famiglia a parte.
Alcuni autori lo classificano nella sottofamiglia Caimaninae (Cidade).
Queste forme, dal cranio largo e piatto e di dimensioni gigantesche, erano a loro volta imparentate con un altro gigante sudamericano, Purussaurus. Sono note diverse specie di mourasuco, la più conosciuta delle quali è Mourasuchus amazonensis, scoperta nel 1964 da Llewelyn Ivor Price.

## Stile di vita
La poca mobilità e debolezza del collo (non poteva praticare il “death roll”, comportamento che attuano i moderni coccodrilli per smembrare le prede), le fauci poco massicce che non garantivano un morso potente, i denti piccoli e poco funzionali alla cattura delle prede fanno ipotizzare che Mourasuchus fosse incapace di catturare prede medio-grandi e che si fosse specializzato su una dieta a base di animali di piccole dimensioni (pesci, bivalvi, gasteropodi e crostacei). Occasionalmente poteva cibarsi di prede di dimensioni maggiori ma dai movimenti lenti (come Lepidosiren, dipnoo) (Cidade et al, 2017).
Sono state ipotizzate due strategie alimentari: filter feeding e gulp feeding (Cidade et al, 2017). Il filter feeding (alimentazione per filtrazione) è poco probabile visto che non ci sono evidenze che indicano la presenza di strutture per selezionare il materiale ingerito. La tecnica più probabile è il gulp feeding (alimentazione a boccate). Le conoscenze attuali riguardanti questo genere non permettono di stabilire se fosse capace di attuare qualche tipo di selezione (Cidade et al, 2017).
È probabile che questo animale si nutrisse nuotando in acque calme (laghi e paludi), l'enorme bocca veniva aperta in misura sufficiente a far entrare una grande quantità d'acqua, che andava a riempire una grande sacca simile a quella di un pellicano posta presso la gola. In seguito, l'animale chiudeva le fauci ed espelleva l'acqua, rinchiudendo vari animaletti (come molluschi, crostacei e piccoli pesci) nella trappola costituita dai fitti denti.
Un simile modo di nutrirsi era probabilmente utilizzato anche da un altro coccodrillo, Stomatosuchus, vissuto nel Cretaceo in Africa (evoluzione indipendente della morfologia del cranio).